# Nour El Houda Mami
Pour les articles homonymes, voir Mami.
Nour El Houda Mami, née le 27 octobre 2000, est une escrimeuse tunisienne.

## Carrière
Nour El Houda Mami est médaillée d'argent en épée par équipes aux Jeux africains de 2019 ainsi qu'en sabre par équipes aux championnats d'Afrique 2022 à Casablanca.